# Nikolaos (Østrom)
Nikolaos Kannavos (11??-1204?) var i meget kort tid østromersk kejser.
27. januar 1204 blev den unge adelsmand Nikolaos modvilligt udnævnt til kejser af folkemængden i Konstantinopel, som var særdeles utilfredse med Alexios IVs regime. Nikolaos blev kronet i kirken Hagia Sophia, hvor han opholdt sig, indtil han mindre end en uge senere blev anholdt og fanget på sin rival, Murzuflos' ordre. Murzuflos havde forinden tilbudt Nikolaos en plads i sin administration, hvis han til gengæld ville give afkald på tronen, men Nikolaos afslog dette. Ifølge øjenvidneberetningen Devastatio Constantinopolitana, blev Nikolas senere halshugget.